# Zastava Turkmenistana
Zastava Turkmenistana usvojena je 24. siječnja 2001. Često je opisuju kao zastavu s najviše detalja na svijetu.
Sastoji se od zelenog polja s okomitom crvenom trakom blizu jarbola, a na crvenoj traci nalazi se pet šara s tepiha. Ispod ovih šara nalaze se dvije prekrižene grančice masline, slično kao na zastavi Ujedinjenih naroda. Bijeli polumjesec i pet bijelih zvijezda nalaze se u gornjem lijevom kutu, desno od crvene trake.
Nakon stjecanja neovisnosti od Sovjetskog Saveza, godine 1992., Turkmenistan je usvojio zastavu po dizajnu veoma sličnu ovoj sadašnjoj. Međutim, dizajn lijeve strane bio je drugačiji. Godine 1997. dizajn je promijenjen, da bi svoju današnju verziju dobio 2001.

## Poveznice
- Grb Turkmenistana